# Lythrum linifolium
Lythrum linifolium là một loài thực vật có hoa trong họ Lythraceae. Loài này được Kar. & Kir. mô tả khoa học đầu tiên.